# Haus der Krippen (Klüsserath)

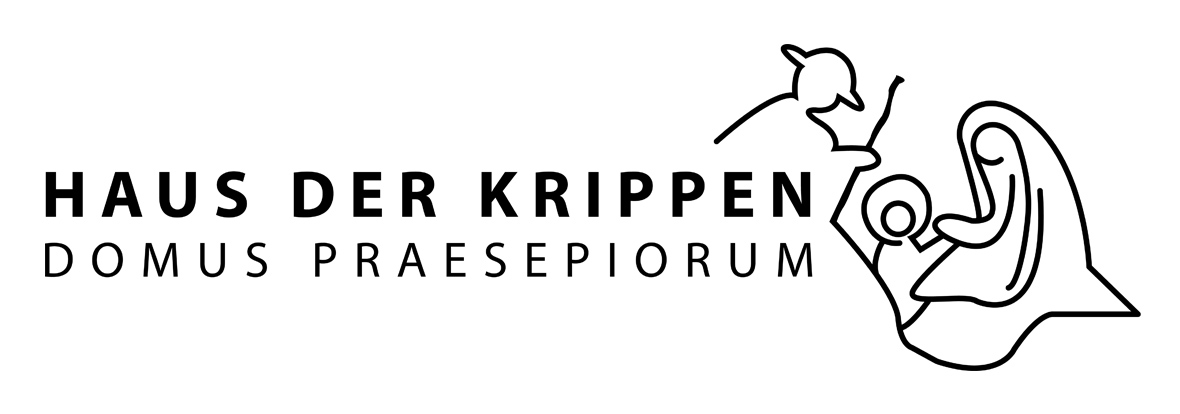
Logo des Krippenmuseums

Das Haus der Krippen – Domus Praesepiorum ist ein Krippenmuseum in der Gemeinde Klüsserath an der Mosel, das im Mai 2010 eröffnet wurde. Träger sind die Klüsserather Krippenfreunde.

## Sammlung

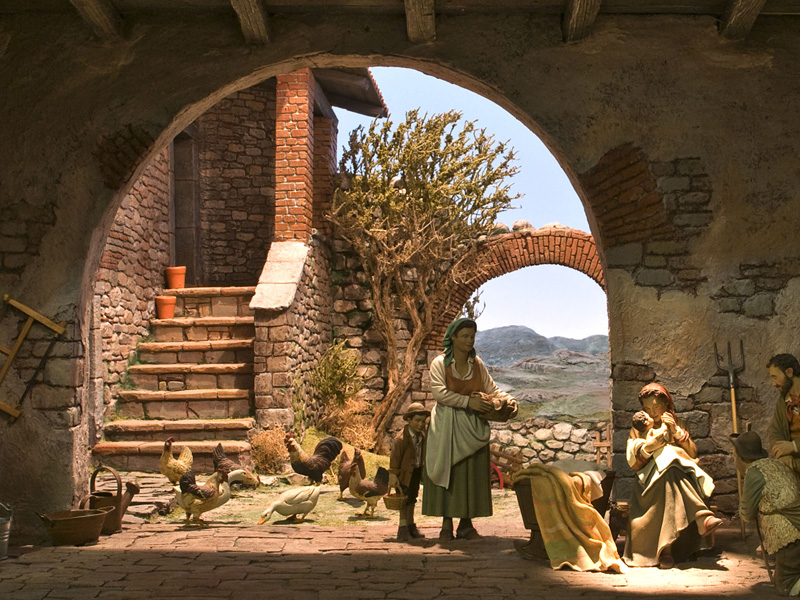
Teil einer ausgestellten Dioramenkrippe

Auf etwa 300 Quadratmetern werden ganzjährig etwa 90 Exponate, v. a. Weihnachtskrippen, in geringerem Maße auch Weihnachtsfiguren, ausgestellt. Die Sammlung ist unterteilt in die drei Bereiche „Historische Krippen“, „Krippen aus aller Welt“ und „Zeitgenössische Krippen“: Mehr als hundert Jahre alte Krippen stellen weihnachtliche Szenen aus einer Zeit dar, in der aufgrund des verbreiteten Analphabetismus das Aufstellen von Weihnachtskrippen noch Missionscharakter besaß – das visuelle Darstellen des Evangeliums. Krippen aus aller Welt zeigen Krippendarstellungen, die das weihnachtliche Geschehen in den eigenen – uns Europäern fremden – Kulturkreis verlagern. Zu den zeitgenössischen Krippen gehören Krippen im moselländischen, alpenländischen und orientalischen Stil, aber auch Kasten- und Dioramenkrippen, Simultan- und Blockkrippen, sowie Krippen aus unterschiedlichen Materialien (aus Papier, aus Glas in Tiffany-Art und Weihnachtsikonen).
Hervorzuheben aus der Sammlung ist eine Jesusfigur aus dem 18. Jahrhundert, die auch räumlich den Mittelpunkt des Museums bildet. Krippen von Probst und Osterrieder und eine vom Autor Stefan Andres gebaute Krippe sind weitere Highlights der Ausstellung.

## Gebäude

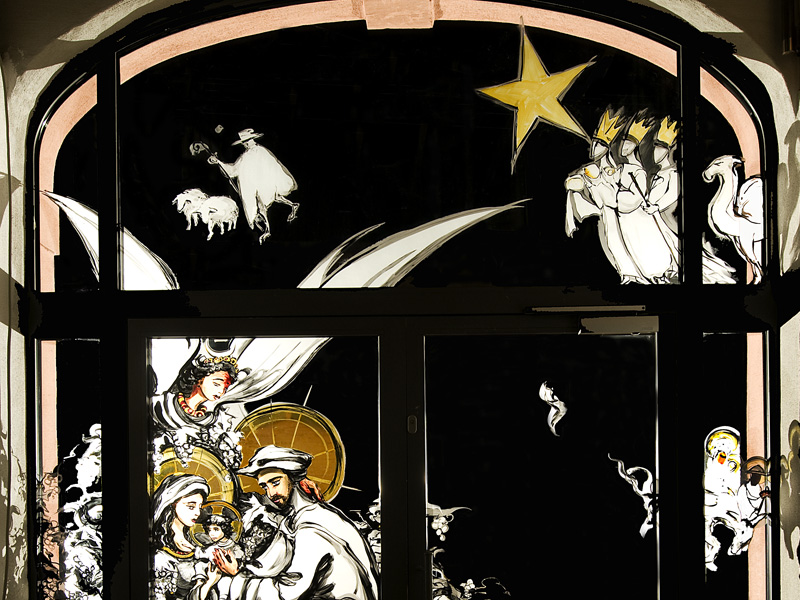
Eingangstor des Krippenmuseums – Kunst am Bau

Das Museum befindet sich in einem von den Klüsserather Krippenfreunden restaurierten früheren Winzerhaus. Um 1650 erbaut, gilt das dreigeschossige Winzerhaus mit Wohngebäude, Scheune und Ökonomiegebäude als eines der letzten erhaltenen Winkelhäuser an der Mosel. Bei der Renovierung wurden mit Moselschiefer und Fachwerk aus dem ursprünglichen Material starke Akzente auf Originalität und Heimatverbundenheit gesetzt. 
Der im Rahmen von öffentlichen Bauvorhaben obligatorische Beitrag zur „Kunst am Bau“, die der Glaskünstler Andreas d’Orfey entworfen und realisiert hat, ist zugleich das Eingangstor: es stellt die Geburtsszene Christi und weitere typische Krippenszenen dar. Inspiriert von der Weinlandschaft der Mittelmosel wurde ein Trapezfenster eingefasst, das mit der ganz in Rot getauchten Szene „Christus in der Kelter“ den religiösen Hintergrund des Krippenmuseums direkt in die Gebäudegestaltung einbringt.